# Bugojno

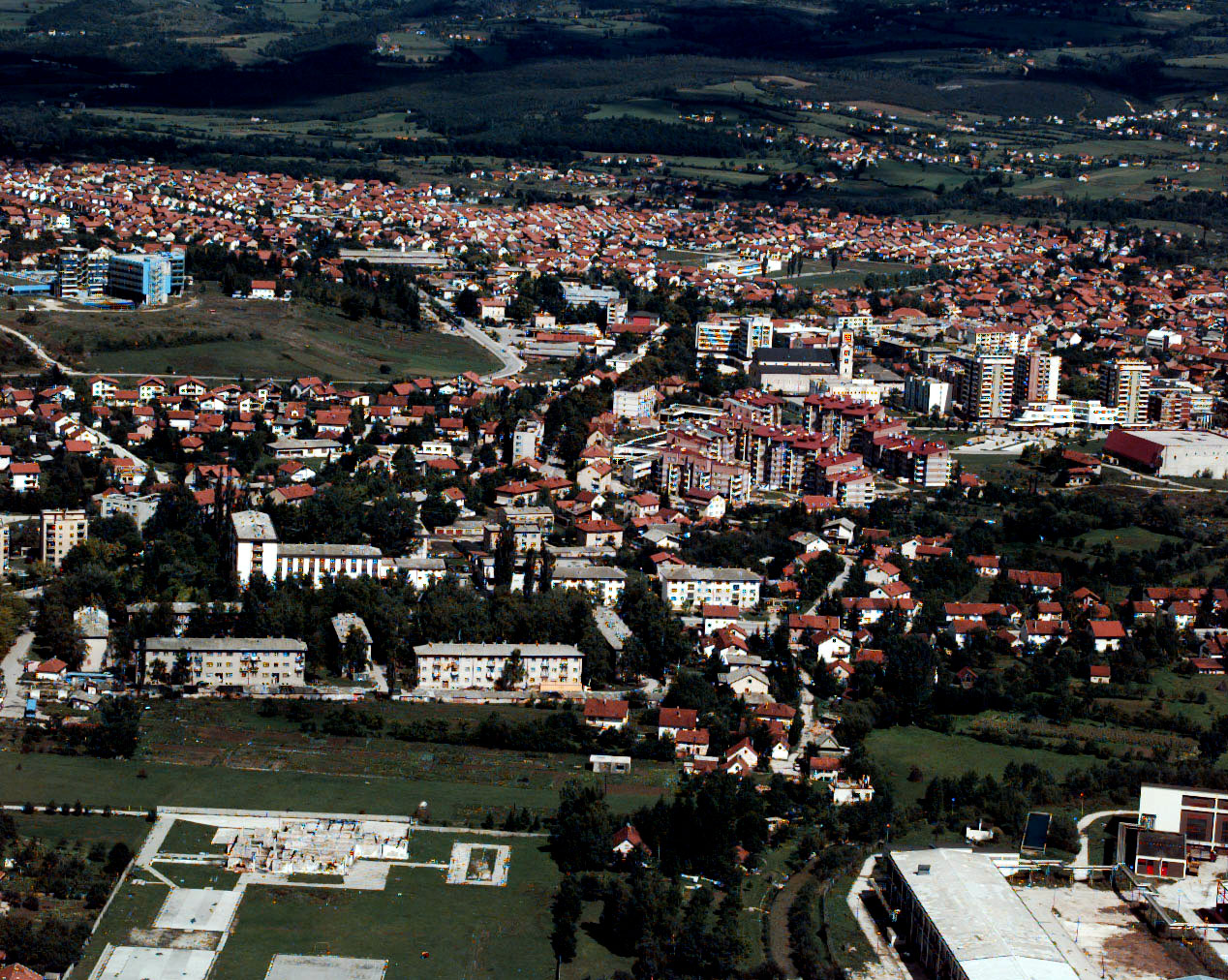
Blick auf Bugojno (1996)

Die Stadt Bugojno ist eine von zwölf Gemeinden des Kantons Zentralbosnien in Bosnien und Herzegowina. In der Gemeinde leben heute knapp 35.000 Einwohner, davon 20.000 in der eigentlichen Stadt. Damit ist Bugojno nach Travnik die bevölkerungsreichste Stadt des Kantons Zentralbosnien. Bugojno liegt 130 km nordwestlich von Sarajevo und in etwa 100 km Entfernung zur Adria.

## Geografie

### Geografische Lage
Die Gemeinde Bugojno befindet sich im südwestlichen Teil von Bosnien und Herzegowina. Die Stadt selbst befindet sich im Tal „Skopaljska dolina“. Dieses Tal befindet sich auf ca. 570 m ü. NN und nimmt eine Fläche von 361 Quadratkilometern ein. Die Stadt Bugojno ist umgeben von den Bergen Kalin (1530 m), Rudina (1385 m), Stozer (1662 m) und weiteren kleineren. Der Fluss Vrbas fließt durch die Stadt und wird durch zahlreiche Zuflüsse ergänzt.

### Nachbargemeinden
Die Gemeinde Bugojno grenzt an Gornji Vakuf, Kupres, Donji Vakuf und Travnik. Hauptsächlich sind die Grenzen zwischen den Gemeinden natürlichen Ursprungs.

### Ortsteile
Alibegovići, Barbarići, Bašići, Bevrnjići, Bode, Brda, Bristovi, Brižina, Bugojno, Ceribašići, Crniče, Čardaci, Čaušlije, Čurići, Čavići, Cojluk, Djelme, Dojnici, Donji Boganovci, Drvetine, Fakici, Gaj, Garačići, Glavice, Golo Brdo, Gornji Boganovci, Goruša, Gračanica, Gredine, Grgići, Hadžialić Ograda, Hapstići, Harambašići, Hum, Humac, Ivica, Jagodići, Jazvenik, Jela, Jovanovici, Kadirovina, Kajici, Kandija, Karadže, Karavlasi, Kasale, Kopčić, Kordići, Koš, Kotezi, Kula, Kutlići, Lenđerovina, Lug, Ljubnić, Martici, Maslići, Medini, Mijatovici, Milanovići, Mračaj, Nuhići, Odžak, Okolište, Pavic Polje, Pavice, Pirići, Planinica, Podripci, Poriče, Potočani, Prijaci, Rosulje, Rovna, Sabljari, Seferovići, Servani, Skrte, Stojici, Stolac, Šići, Udurlije, Vedro Polje, Vesela, Vileši, Vrbanja, Vrpeć, Vrucanji, Vučipolje, Zanesovići, Zlavast, Zlokuće, Ždralovići, Zuleva Ulica und Zurovina.

### Klima
Im kontinentalen Teil von Bosnien und Herzegowina ist das Klima dem von Zentraleuropa ähnlich: warme Sommer, kühle Frühling- und Herbstzeiten und kalte Winter mit viel Schnee. Mediterranes und kontinentales Klima treffen in Zentralbosnien zusammen und bilden dadurch ein vielfältiges Ökosystem. Die Gebirge haben ihr eigenes Klima. Das Bergklima kommt ab 1700 m ü. d. M. auf der Berglandschaft der hohen Dinariden zum Vorschein. Es ist durch harte Winter, die länger als sechs Monate dauern, mit Temperaturen bedeutend unter 0 Grad gekennzeichnet.

## Bevölkerung

### Einwohnerentwicklung
Bevölkerung in der Gemeinde Bugojno laut Volkszählung 1991:
- Gesamt 1991: 46.889[1]

- Bosniaken: 19.697 (42,0 %)
- Kroaten: 16.031 (34,2 %)
- Serben: 8.673 (18,5 %)
- Andere: 2.488 (5,3 %)

## Geschichte

### Antike
Bereits zur Zeit der Römer war das heutige Bugojno ein wichtiger Knotenpunkt im römischen Straßennetz von Dalmatien und der heutigen Herzegowina nach Zentralbosnien und Pannonien. Archäologische Funde weisen auf menschliche Aktivitäten ab der Bronze- und Eisenzeit hin. In dieser Gegend siedelte der illyrische Stamm der Sardeaten. Im 6. Jahrhundert drangen Awaren und Kelten in das Gebiet ein. Ebenfalls existierte zur spätrömischen Zeit die befestigte Anlage Ad Matricem, in der sich die Verwaltung der Goldbergwerke Dalmatiens befand. Sie wird in der Tabula Peutingeriana, auch Peutingersche Tafel, erwähnt.

### Mittelalter

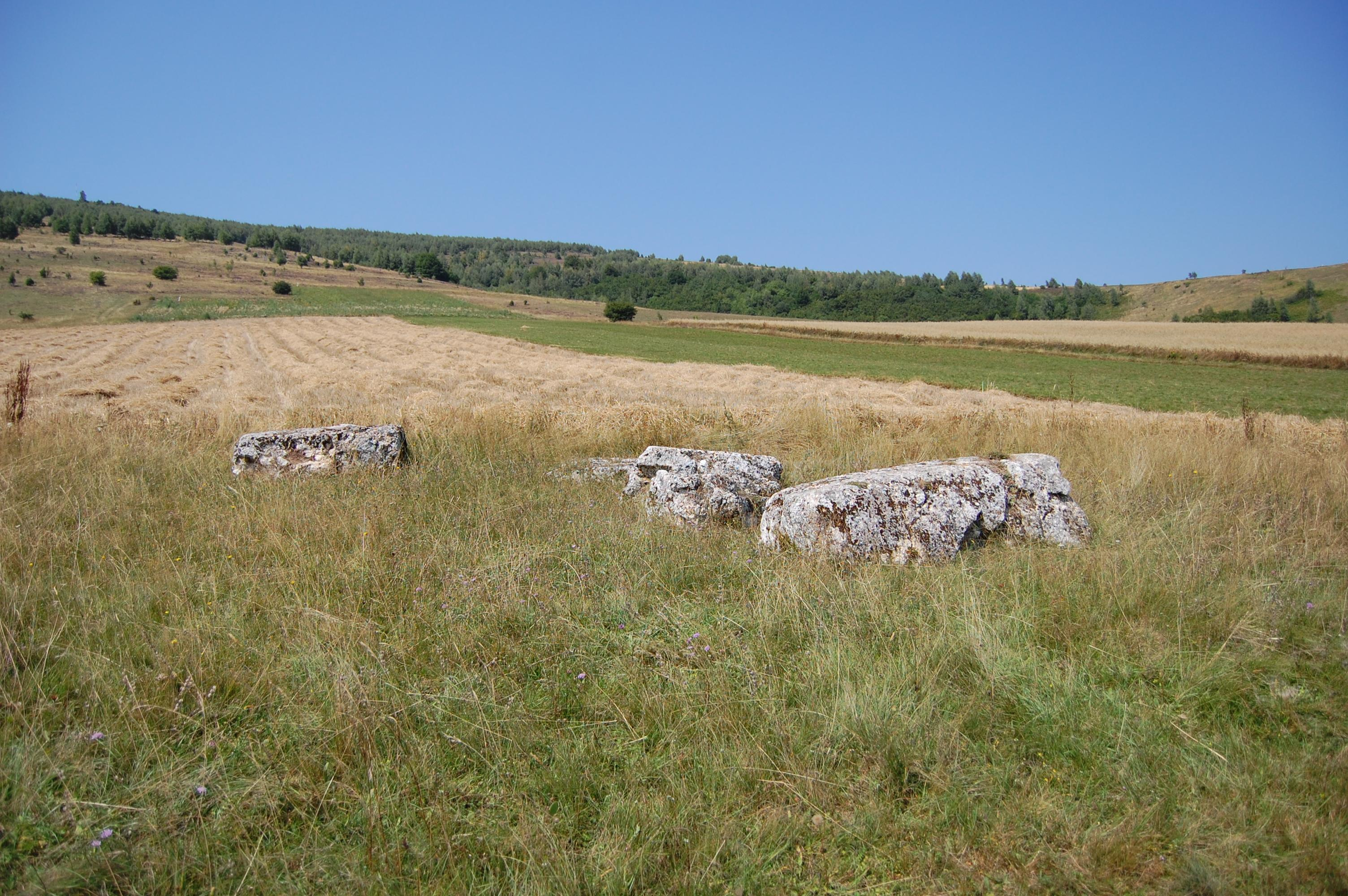
Stećci auf dem Bergpass Rostovo

Die Skopaljska dolina wird in der Urkunde vom ungarischen König Béla IV. 1244 erwähnt. Im mittelalterlichen unabhängigen Bosnien steht das gesamte Gebiet unter der Regentschaft der bosnischen Könige. Davon zeugen noch heute die Grabsteine Stećci der Bogomilen auf dem Bergpass Rostovo sowie vor dem ehemaligen Hotel Kalin und mehreren Ortschaften in der Umgebung.
Ab dem 15. Jhd. werden auch die Franziskaner in Bugojno bezeugt. In der Ortschaft Vesela stand jahrhundertelang ein kleines Kloster des Franziskanerordens.
Mit der Eroberung Bosniens durch die Osmanen im Jahr 1463 wird die Region dem Sandschak Klis unterstellt. Von der osmanischen Herrschaft zeugt heute noch die 1693 erbaute Sultan-Ahmed Moschee im Zentrum der Stadt. Diese Moschee gehört zu den ältesten Moscheen in Bosnien und Herzegowina.

### Neuzeit bis Gegenwart

#### Österreich-Ungarn
Mit der Okkupation von Bosnien und Herzegowina durch Österreich-Ungarn 1878 und der Annexion 1908 wird in Bugojno eine neue Verwaltungseinheit für die gesamte Region errichtet. Vom Regierungs- bis hin zum Bildungssystem wurden zahlreiche Neuerungen eingeführt. Für den langsam steigenden wirtschaftlichen Aufschwung sorgte die erste Eisenbahnlinie Lašva-Bugojno. Diese sollte eine leichtere Beförderung der Kohle aus den umliegenden Bergwerken ermöglichen. Nach dem Ende des Ersten Weltkrieges findet sich die Stadt im SHS-Staat, dem späteren Königreich Jugoslawien wieder.

#### Sozialistisches Jugoslawien
Nach dem Ende des Zweiten Weltkrieges erlebt Bugojno den wirtschaftlichen Aufschwung und steigt als wirtschaftliches, kulturelles und politisches Zentrum der Region auf. Diese Region mit den Städten Bugojno, Gornji Vakuf und Donji Vakuf hatte in den 1960er Jahren ca. 100.000 Einwohner. Den wirtschaftlichen Aufschwung brachten neue Industriezweige (Metallverarbeitung, Elektronik, Lederverarbeitung, Textilindustrie usw.) und den Tourismus.
Bugojno ist neben der starken Industrialisierung in der zweiten Hälfte des 20. Jahrhunderts in der innenpolitischen Szene des sozialistischen Jugoslawiens besonders im Jahr 1972 aufgefallen. Nach der Niederschlagung des „Kroatischen Frühlings“ 1971 durch die Regierung, drangen im Juli 1972 eine Gruppe von im Exil lebende kroatische Terroristen nach Jugoslawien ein mit dem Ziel, in der Gegend von Bugojno einen Volksaufstand zu entfachen. Sieben der 19 Terroristen hatten zuvor in der Bundesrepublik Deutschland gelebt, die meisten von ihnen waren Angehörige der Hrvatsko revolucionarno bratstvo.

#### 1990er Jahre
Mit dem Kriegsausbruch in Slowenien und Kroatien 1991 wurde die Situation auch in Bosnien und Herzegowina immer kritischer. Im Mai 1992 nahm die Jugoslawische Volksarmee die Stadt unter Artilleriebeschuss; Bosniaken und bosnische Kroaten schlossen sich zur Verteidigung der Stadt zusammen. Kurz nach dem Angriff der JNA kam es auch zum Ausbruch des kroatisch-bosniakischen Krieges im Mai 1992. Dieser wird auch als „Krieg im Krieg“ bezeichnet, da beide Seiten davor ein gemeinsames Verteidigungsabkommen hatten. Die Stadt stand von Mai 1992 bis Juli 1993 unter kroatischem Beschuss. Im Juli 1993 fielen Soldaten und Einheiten des HVO in Bugojno ein und verübten an der muslimischen Bevölkerung des Stadtteils Vrbanja ein Massaker. An dieses Verbrechen erinnert jedes Jahr am 17. Juli ein Gedenkgottesdienst im selbigen Stadtteil. Nach der Befreiungsoffensive nahmen bosnisch-herzegowinische Regierungstruppen mehrere kroatische Soldaten und bewaffnete Zivilisten fest. Man brachte die gefangenen Kroaten in neun Gefangenenlager, die meisten wurden im Sportstadion der Stadt gefoltert und getötet. Außerdem wurde ein Großteil der hinterbliebenen kroatischen Zivilbevölkerung von Anhängern der ABiH getötet.
Im Bosnienkrieg verließen viele bosnische Kroaten und Serben die überwiegend von Muslimen bewohnte Stadt. Aufgrund der schlechten wirtschaftlichen Lage, sowie schlechter Bildungsmöglichkeiten in der Region sind viele der Flüchtlinge, die außerhalb von Bosnien und Herzegowina Zuflucht gefunden haben, bis heute nicht zurückgekehrt. Ein Großteil der bosnischen Kroaten, die aus Bugojno noch im Frühjahr 1992 geflüchtet sind, leben in Kroatien, Österreich, Deutschland oder Schweiz. Die Spuren des Kriegs sind noch allgegenwärtig. Das nie fertiggebaute Krankenhaus steht als Gerippe auf einem kleinen Hügel über der Stadt.
Nach dem Abkommen von Dayton 1995 wurde eine Industrieanlage in Bugojno als zentrale Hubschrauberbasis der SFOR umfunktioniert. Aufgrund der sich stetig verbessernden inneren Stabilität in Bosnien und Herzegowina, und besonders in der Föderation, wurde die SFOR-Basis nach Banja Luka verlegt, welches zur Republika Srpska zählt.

## Wirtschaft

### Wirtschaftliche Entwicklung bis 1991
Im sozialistischen Jugoslawien stieg Bugojno zu einer florierenden Stadt auf. Neue Industriezweige entstanden in der gesamten Gegend. Betriebe für Metallverarbeitung und Elektronik wurden angesiedelt. Die PROIZVODNJA KOŽNE OBUĆE DD, eine noch heute aktive Lederfabrik, wurde in Betrieb genommen. Im Stadtteil Vrbanja wurde die Getreidemühle MLINEX DOO und ist heute noch in Betrieb. Die „Stolarija“, ein Holzverarbeitungsbetrieb, wuchs aufgrund der reichen Wälder zu einem Großbetrieb heran. Die traditionellen Wirtschaftszweige (Land- und Forstwirtschaft) spielten weiterhin eine wichtige Rolle. Mit dem Tourismus wurde auch ein großer Freizeitbereich in den Bergen geschaffen. Der jugoslawische Waffenhersteller RODIĆ DD verfügte in Bugojno über eine große Produktionsanlage und war einer der größten Arbeitgeber der Region. Die gesellschaftlichen Standards lagen für Bosnien und Herzegowina und auch Jugoslawien über dem Durchschnitt.
Weitere Unternehmen waren der Sprengstoffhersteller BINAS DD und der Speditionsbetrieb ŠPEDICIJA ATP DD, die zur Zeit Jugoslawiens in Bugojno gegründet wurden.

### Wirtschaftliche Entwicklung nach 1995
Heute hat Bugojno neben der Lederfabrik und der Getreidemühle keine großen Industriebetriebe aus der jugoslawischen Ära mehr. Die ehemaligen Staatsbetriebe sind fast alle nach der Privatisierungswelle, um die Jahrtausendwende, geschlossen worden. Selbst die zwei noch verbliebenen Unternehmen sind weit unter dem Produktionsstand von 1991. Durch fehlende Investitionen und schlechtes Management sind die Anlagen veraltet und erfüllen nicht die europäischen Standards, um den Konkurrenzkampf regional sowie international aufzunehmen. Stattdessen sind anstelle der Großbetriebe viele Klein- und Mittelbetriebe getreten.
Bugojno stellt, 20 Jahre nach der Auflösung Jugoslawiens, eine große Anhäufung gewerblicher Zweige dar. Die Stadt dient als Agglomeration für verschiedene Möbel- und Textilwarenhäuser wie z. B. „Kašmir“ oder „Ideal“. Neben dem Grünen Markt und dem Viehmarkt sorgen die zahlreichen kleinen Einzelhandelsgeschäfte, so wie auch der Trödelmarkt buvljak jeden Freitag für ein belebtes Stadtklima. Seit der Jahrtausendwende spiegelt sich in Bugojno der Trend zu großen Einkaufszentren ab. Entlang der Transitstraße wurden mehrere dieser Zentren errichtet. Derzeit befindet sich die Großhandelskette „Interex d.o.o.“ in einem dieser Objekte sowie verschiedene heimische Großhandelsmärkte für Lebensmittel, Elektronik und Textilhandel.
Seit 2008 hat die föderative Regierung mehrere Bodenproben in der Region entnommen. So konnte in der Ortschaft Kotezi ein größeres Vorkommen an Steinkohle gefunden werden. Nun laufen Vorbereitungen für den Untertag-abbau sowie Pläne für ein Wärmekraftwerk in der Region.
Seit Oktober 2010 scheint die Region auch wieder attraktiv für ausländische Investitionen im Bereich der Metallverarbeitung interessant geworden zu sein. Das slowenische Unternehmen MLM (Metallverarbeiter Mariborska livarna Maribor) aus Maribor hat in Bugojno das Tochterunternehmen MLM Alutec eröffnet.

### Tourismus

#### Sommertourismus

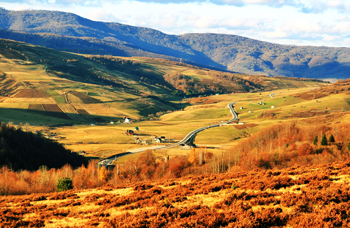
Rostovo – Bergpass zw. Bugojnu und Travnik

Das Gebiet Koprivnica befindet sich westlich in Richtung Kupres. Dieses Waldgebiet war zu Titos Zeiten eines der bevorzugten Jagdreviere des jugoslawischen Staatspräsidenten. Die dichten Wälder und die dünne Besiedelung sorgten für das Fortbestehen dieses Lebensraumes für Bären, Wölfe, Hirsche, Wildschweine und andere wilde Tiere. Die Jagdgesellschaften sind in diesem Gebiet sehr aktiv und die Wälder beherbergen zahlreiche Jagd- und Berghütten. Duboka Dolina ist ein Jagdreservat und reich an Rottannen. Es ist auf dem Gebiet des Forstbetriebs Koprivnica und gehörte zum Lieblingsjagdgebiet von Josip Broz Tito. Das Gebirge Kalin ist an Wochenenden ein beliebter Ort für Wanderer und Naturliebhaber. Auf dem Berg Kalin befindet sich der Bergpass Rostovo, 12 Kilometer von Bugojno entfernt. Seit 2010 finden dort historische Ausgrabungen statt.

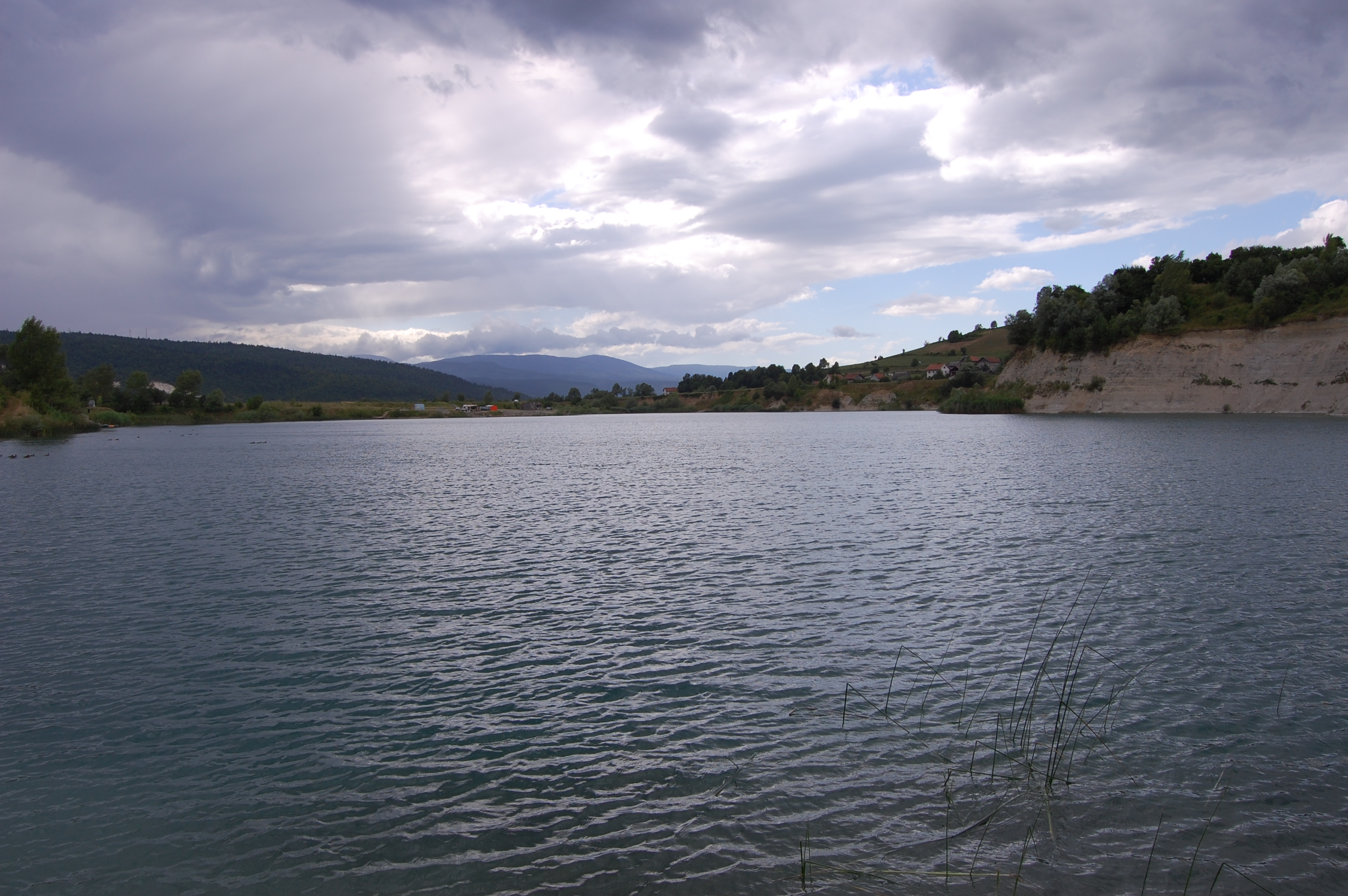
Der Zanesko See

 Nach und nach wurde die Bergregion um das Ski-Hotel auch im Sommer zu einem vielseitigen Freizeitgebiet. das Hotel beinhaltet im Komplex auch das Ethnodorf Babići. Die Umgebung bietet neben vielen Wander- und Radwegen auch eine Motorcrosstrecke und eine Jagdhütte. Die vielen Bergbäche sind voll mit Forellen und bieten Anreiz für Angler. Nach 2000 war das Bergplateau für mehrere Jahre Schauplatz imposanter Stierkämpfe unter dem Namen „Korida“. Derzeit wird eine Pferderanch errichtet.
Der einzige See der Umgebung befindet sich auf der Strecke Bugojno-Gornji Vakuf und ist künstlich angelegt. Der Zanesko See entstand auf einem Teil des Bergwerksgeländes von Gračanica und ist heute ein beliebter Badeort reich an Fisch und verschiedenen Vogelarten. Für Bergbegeisterte bietet der Wandererklub PD Koprivnica ein üppiges Angebot mit vielen Wanderwegen rund um Bugojno.

#### Wintertourismus

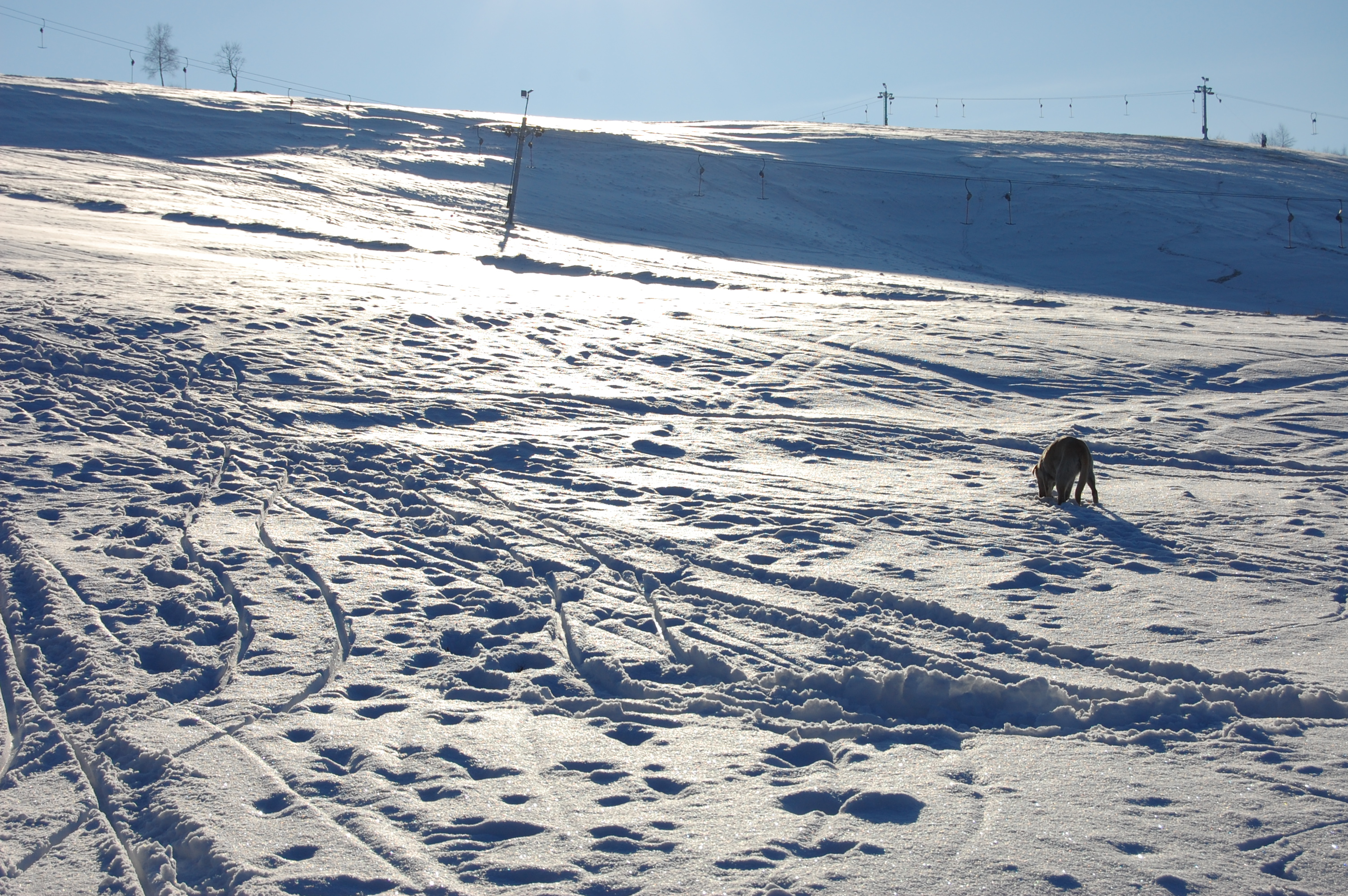
Skiliftanlage Rostovo

Nach dem Jahr 2000 wurde das alte Skigebiet auf dem Bergpass Rostovo wieder in Betrieb genommen, welches über drei Ski-Lifte, das „Ski-Hotel Rostovo“, eine Ski-Hütte und ein Ethnodorf verfügt. Damit ist dieses Gebiet auch im Winter ein beliebtes Ausflugsziel der Einheimischen Bevölkerung. Die Ski-Hütte bietet neben der Gastronomie auch Ski-Ausrüstung an.

#### Wallfahrt und historische Städte
Auf der Strecke Bugojno-Donji Vakuf befindet sich das Dorf Prusac, welches wegen seines Alters bemerkenswert ist. Die Erbauung des Ortes geht auf die Römer zurück, die ihm den Namen kastel bianco („weiße Burg“) gaben. Zur Zeit von König Tvrtko I. Kotromanić lautete der Name der Stadt dementsprechend Biograd. Die Osmanen nannten die Stadt beim heutigen Namen. Dieser Name hat auch den Weg in die Geschichte der letzten 450 Jahre gefunden. Die Stadt verfügte selbst über keine Wasservorkommen in der Nähe. Daher musste das kostbare Lebenselixier durch Leitungen aus den Bergen herabgeführt werden. Der Legende nach ging ein älterer Herr vor dem muslimischen Opferfest 40 Nächte lang auf die Anhöhe einer Felsenwand beten. In der vierzigsten Nacht schlief er ein und träumte, wie zwei Widder ihre Köpfe zusammen stießen, wobei er erwachte. Als er auf die Felsenwand blickte, sah er, dass ein weiter Spalt entstanden war und Wasser die Wände hinunterfloss. So wurde der Stadt Wasser geschenkt. Dieser alte Mann trug den Namen Ajvet-dedo. Nach ihm wurde die Ajvatovica-Wallfahrt benannt. Jedes Jahr pilgern tausende Muslime im Sommer an diesen Ort, um zu beten. Es ist ein großes Spektakel für die gesamte Region. Jedes Jahr brechen Menschen aus allen Teilen Bosniens, der Nachbarländer und der Türkei mit Pferden und in alter osmanischer Tracht auf, um an dieser Zeremonie teilzunehmen.

#### Freizeitanlagen
Sieben Kilometer von der Stadt entfernt befindet sich die Ferienanlage Potočani. Diese Anlage beherbergt auf 200.000 m² ein Hotel, Schwimmbäder, Sportanlagen und eine Campinganlage. Zur Anlage gehören ein Jagdreservat sowie Gewässer zum Fischen.

#### Sehenswürdigkeiten
Die Gemeinde Bugojno verfügt über mehrere interessante Sehenswürdigkeiten aus verschiedenen Perioden.

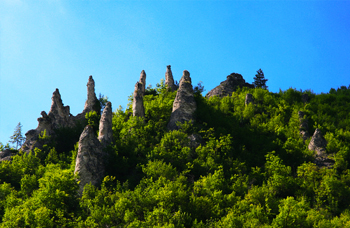
Kameni svatovi bei Bugojno

Auf dem Weg aus der Stadt Richtung Rostovo-Bergpass finden sich natürlich entstandene, in den Himmel ragende Steinsäulen. Sie werden als Kameni svatovi (dt. Steinerne Hochzeitsgäste) genannt, hinter denen sich eine dramatische Legende verbirgt. Sie sind Teil des Canyon des Flusses Bunta.
Neben den neuen mittelalterlichen Funden auf dem Bergplateau Rostovo befinden sich auch in der Ortschaft Bristovi-Bare 50 Stećak-Denkmäler. Des Weiteren wurden auch im Vorort Vesela-Kućetine 18 weitere Stećak-Denkmäler frei gegraben.
Die Herrschaft der Osmanen hinterließ ebenfalls wichtige kulturelle Bauten. Im Stadtzentrum befindet sich eine der ältesten Moscheen von Bosnien und Herzegowina. Die Sultan-Ahmed-Moschee wurde 1693 erbaut und nach dem 14. osmanischen Sultan, Ahmed II., benannt. Er regierte das Reich von 1643 bis 1695. Während seiner Regentschaft musste das Reich Ungarn an die Habsburger abtreten.
Die Kirche des Hl. Antonius ist die größte katholische Kirche der Stadt und eine der größten in Bosnien und Herzegowina. Sie befindet sich im Zentrum der Stadt. Die Bauarbeiten begannen 1879 und endeten 1886. Die Kirche ist ein Resultat der Unabhängigkeit von der katholischen Gemeinde Gornji Vakuf im Jahr 1844. Der Glockenturm wurde vom österreich-ungarischen Architekten Karel Pařík 1936 konstruiert. Der Altar wurde vom Tiroler Franz Schmalzl angefertigt. Die Kirche wurde während des Bosnienkriegs schwer beschädigt, der Glockenturm brannte nieder. Nach dem Krieg wurde sie wieder aufgebaut.

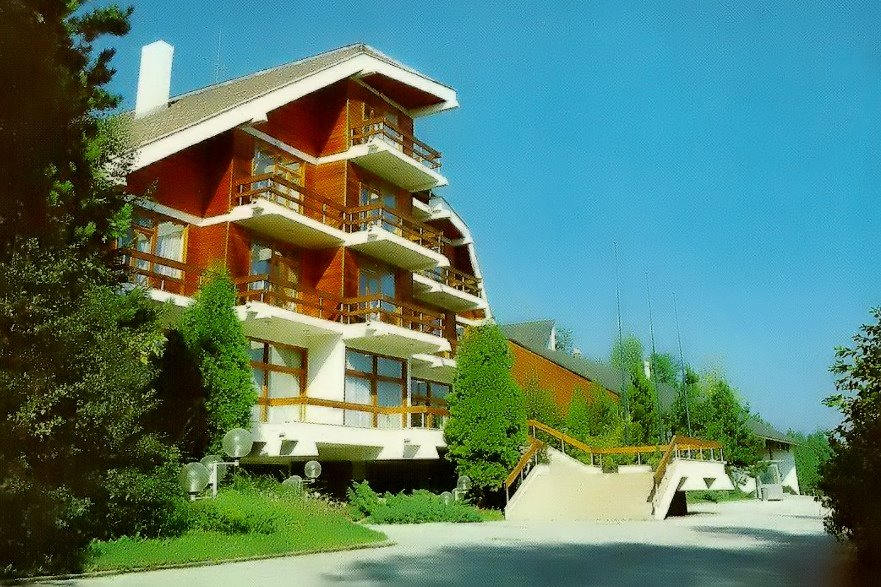
Titos Villa in Bugojno (vor 1992)

Ebenfalls ist in Bugojno eine der vielen Villen des langjährigen Staatsoberhauptes Josip Broz Tito vorzufinden. Obwohl Tito fast in jeder Stadt Jugoslawiens über eine Residenz verfügt, wurde diese in Bugojno am häufigsten von ihm besucht. Sie befindet sich auf dem Gebiet des Koprivnica-Forstbetriebs und beherbergt zudem auch ein Jagdreservat. Kurios ist und zugleich auch legendär war die Aussage eines Stadtfunktionärs bei einem der vielen Besuche Titos die wie folgt auf Deutsch lautete: „Solang es Bären in Bugojno gibt, solang wird es auch Bugojno geben“. Der Hintergrund dazu ist der, dass das Wort Bär in Verbindung mit dem Menschen in der bosnischen Sprache negativ belegt ist. Zudem war Tito ein begeisterter Jäger und könnte auch deswegen die meiste Zeit in Bugojno verbracht haben.
Im 21. Jahrhundert wurde durch eine saudi-arabische Stiftung die Prinzessin-Dževher-Moschee errichtet. Es war das erste große Millionenprojekt der Nachkriegszeit in dieser Region.
Das KSC entstand noch in der sozialistischen Zeit. Es ist ein Kultur- und Sportzentrum und dient als Veranstaltungslokation für Basketball- und Handballspiele und andere Sportkämpfe sowie Konzerte und Theateraufführungen. Die Räume bieten Platz für 500 bis 2.500 Gäste.

#### Hotels

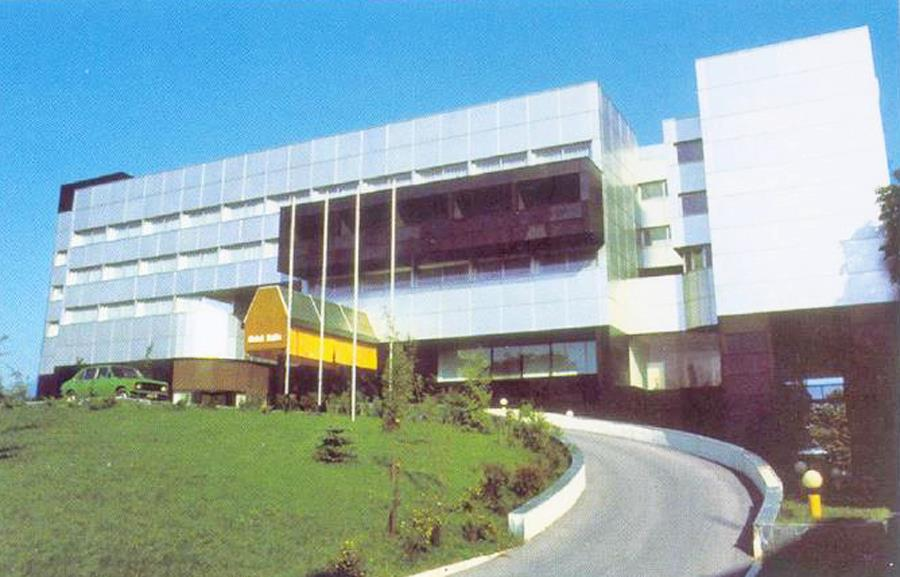
Hotel Kalin vor dem Jahr 1992

Die Gemeinde verfügt neben dem „(Ski)Hotel Rostovo“ auch über das „Hotel Heko“ in der Stadt. Vor dem Krieg existierte auch das „Hotel Kalin“ im Stadtzentrum. Während der großen Privatisierungswelle, um die Jahrtausendwende, wurde es aus dem Staatsbesitz verkauft. Heute ist das ehemalige Hotel ein luxuriöses Wohngebäude mit einigen Geschäften im Erdgeschoss. Die Stadt verfügt auch über mehrere Pensionen.

## Infrastruktur

### Schulwesen und Bildung
Die Stadt Bugojno verfügt über einen Kindergarten, sechs Grundschulen, zwei weiterführende Mittelschulen, eine Musikschule und ein Gymnasium. In der Gemeinde befinden sich noch drei weitere Grundschulen in Gračanica, Bristovi und Drvetine. Das Gymnasium betreibt einen regelmäßigen Austausch mit dem Gymnasium Martineum in Halberstadt.

### Gesundheitssystem
Bugojno verfügt mit ca. 40.000 Einwohnern über kein Krankenhaus. Die kurz vor Kriegsausbruch in Betrieb genommenen untersten Etagen des neugebauten Krankenhauses wurden bereits in den ersten Kriegstagen von JNA-Artilleriefeuer zerstört. Die ursprüngliche Ambulanz im Zentrum der Stadt wurde nach dem Jahr 2001 in mehreren Phasen zu einem kleinen Krankenhaus umfunktioniert. Die Stadt verfügt derzeit über ein Zentrum für mentale Gesundheit, ein Gesundheitszentrum, ein Gemeindekrankenhaus und eine dazugehörige Apotheke. Des Weiteren befinden sich hier zahlreiche private Praxen für Allgemeinmedizin und Zahnärzte. Seit 1996 wurden auch viele private Apotheken in Bugojno eröffnet.

### Medien
Bugojno verfügt seit 1970 mit dem RTV Bugojno über einen eigenen Radio- und Fernsehsender. Der Sender befindet sich im staatlichen Besitz, d. h. im Besitz der Gemeinde. Die aktuelle Geschäftsführerin ist Frau Azra Karalić.
Die Stadt betreibt auch ein eigenes Onlineportal (www.bug.ba).

### Verkehr

#### Straßenverkehr
Die Stadt verfügt über einen Busbahnhof und mehrere private Buslinien. Die Europastraßen und die im Bau befindliche Autobahn in Bosnien und Herzegowina führen nicht durch die Stadt. Die Europastraße E761 führt durch Donji Vakuf und liegt nur 20 Fahrminuten von Bugojno entfernt. Einzige Fernverkehrsstraße ist die M16 als Teil der Magistralstraße 5 (M5), die durch die Stadt führt.
In der Stadt befinden sich viele kleine Taxiunternehmen. Durch die große Konkurrenz sind die Fahrkilometerpreise relativ niedrig und werden nach Vereinbarung pauschal festgesetzt.

#### Eisenbahn

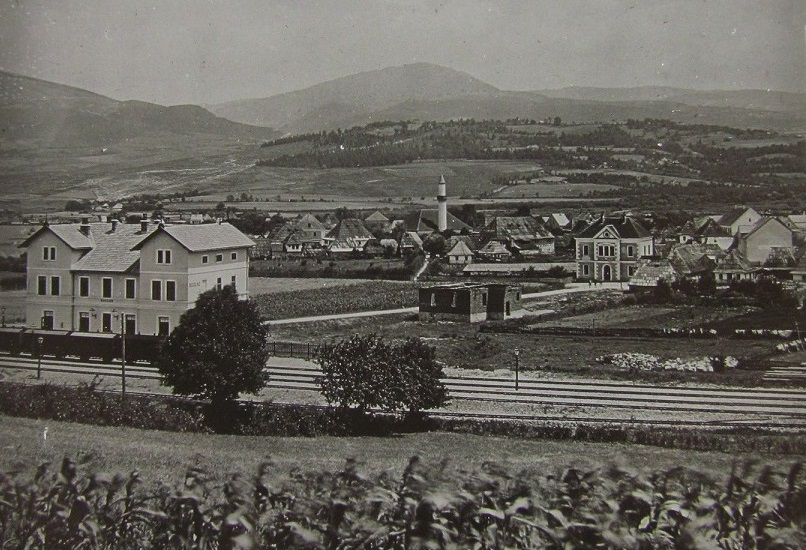
Bugojno war um 1910 Endstation der aus Donji Vakuf kommenden Schmalspurbahn.

Während der österreichisch-ungarischen Herrschaft nahm die Bosnisch-Herzegowinische Staatsbahn (BHStB) die Schmalspurstrecke Lašva–Donji Vakuf–Bugojno/Jajce in Betrieb, so dass Bugojno 1894 einen Bahnhof bekam. Eine Weiterführung der Schmalspurbahn von Bugojno über Sinj oder Aržano nach Split verhinderte die ungarische Regierung, weil sie darin eine Konkurrenz zu ihrer Bahnstrecke Zagreb–Rijeka befürchtete. Noch vor 1914 projektierte die österreichisch-ungarische Verwaltung den Bau einer normalspurigen Linie von Banja Luka über Bugojno und Mostar nach Ploče, um einen geplanten Adria-Hafen zu erschließen. Dieser Plan wurde jedoch durch den Ausbruch des Ersten Weltkriegs verhindert.
1945 wurde die Bahn mit Bosnischer Spurweite von 760 mm von Bugojno nach Gornji Vakuf verlängert. Die Schmalspurzüge oder deren Lokomotiven wurden im jugoslawischen Volksmund liebevoll „Ćiro“ genannt. 1972 wurde der Betrieb der Schmalspurbahn eingestellt und die Gleise abgebaut.

## Kultur

### Theater und Musik
Neben der Musikschule existiert auch das Theater „Fedra“. Es besteht seit 1963 und veranstaltet seit dem Gründungsjahr auch das „Theaterfestival Fedra“ in Bugojno. Jedes Jahr findet ein sieben Tage andauernder Amateurwettbewerb und wird in Zusammenarbeit mit dem KSC organisiert.
Die Veranstaltung Fühling von Bugojno findet jedes Jahr Ende April bis Ende Mai statt und bietet ein großes Kulturprogramm für die jüngeren Generationen. Die Vorführungen finden im Kultur- und Sportzentrum (KSC) statt.
Das städtische Folklore Ensemble Bugojno, welches sowohl national, als auch international bekannt ist. Seit 1984 hat das Ensemble mehrere Ehrungen entgegengenommen. Bei den Olympischen Winterspielen in Sarajevo 1984 wirkte das Team bei der feierlichen Eröffnungszeremonie mit. Bei den internationalen Folklore Festival im französischen Fondremand erreicht die Gruppe 1986 den 2. Platz. Ein Jahr später, bei dem Balkanfestival „Ohrid 87“ die Goldene Plakette. Nach 1995 bringen einige internationale Auftritte in Österreich, Norwegen, Italien, Frankreich, der Türkei und Spanien erneut internationale Bekanntheit. Jedes Jahr wird am 20. Mai im Rahmen des Tags der Gemeinde Bugojno das Internationale Folklorefestival abgehalten, bei dem das Ensemble aus Bugojno die traditionellen Tänze, Sänge und Trachten präsentiert.
Das Puppentheater von Bosnien und Herzegowina wird jedes Jahr in Bugojno abgehalten. Während der mehrtägigen Veranstaltung sind auch immer andere Länder mit ihren Aufführungen vertreten. Das Puppentheater findet immer in der zweiten Septemberhälfte statt.

### Sport
Bugojno verfügt über einen Fußballklub. Der NK Iskra Bugojno, dessen Heimstätte das mit 12.000 Plätzen fassende Stadion Jaklići ist, gewann 1985 den Mitropa Cup. Der Verein brachte mehrere bekannte Talente wie Ermin Zec, Mehmed Alispahić, Vlatko Glavaš oder Tomislav Piplica hervor. Der Klub war 1994 auch eines der Gründungsmitglieder der bosnisch-herzegowinischen Premijer Liga, der höchsten Spielklasse im Profifußball des Landes beteiligt. Nach dem Abstieg 1996 spielt der Verein eine Saison in der Ersten Liga der Föderation BiH ehe der Wiederaufstieg in die 1. Liga gelang. Seit der Saison 2002/2003 spielt der NK Iskra wieder in der zweiten Liga und belegte in der Abschlusstabelle der Saison 2009/2010 Platz 3. Damit verpasste das Team den erneuten Aufstieg in die höchste Spielklasse in Bosnien und Herzegowina.
Weitere Vereine sind der Invalidenvolleyballverein „Vrbas“, Tischtennisverein Bugojno, Karateverein Bugojno, Wassersportverein „Vrbas“, Handballverein „Iskra“, Wanderverein „Koprivnica“, Karateverein „Futura“, Jagdverband Bugojno, Basketballverein Bugojno und der Tekwondoverein „Hamza“.

## Persönlichkeiten

### Hier geboren
- Alen Orman (* 1978) – Fußballspieler
- Branko Mikulić (1928–1994) – Politiker
- Ermin Zec (* 1988) – Fußballspieler beim türkischen Erstligisten Gençlerbirliği Ankara und bosnisch-herzegowinischer A-Nationalspieler
- Jasmin Duraković (* 1966) – Journalist, Filmregisseur, Drehbuchautor und Dramatiker.
- Mehmed Alispahić (* 1987) – Fußballspieler beim kroatischen Erstligisten HNK Rijeka und bosnisch-herzegowinischer A-Nationalspieler
- Mustafa Mlivo – Schriftsteller und Literaturwissenschaftler, übersetzte erstmals in den 1990er Jahren der Koran ins Bosnische.
- Stjepan Tomas (* 1976) – Fußballspieler und ehemaliger kroatischer A-Nationalspieler
- Tomislav Piplica (1969) – Fußballer, ehemaliger Torwart von FC Energie Cottbus und derzeitiger Torwarttrainer der Fußballnationalmannschaft von Bosnien und Herzegowina
- Vlatko Glavaš (* 1962) – ehemaliger Fußballer und bosnisch-herzegowinischer Nationalspieler, ehemaliger Trainer vom bosnisch-herzegowinischen Erstligisten FK Sloboda Tuzla
- Vlatko Marković (1937–2013) – ehemaliger Präsident des kroatischen Fußballverbands
- Filip Jazvić (* 1990) – Fußballspieler
- Vedran Jerković (* 1991) - Fußballspieler
- Ognjen Gnjatić (* 1991) – Fußballspieler
- Dario Bodrušić (* 1983) – Fußballspieler
- Nedeljko Bilkić (* 1941) –    Sänger

### Hier gelebt
- Almir Velagic (* 1981) – deutscher Sportsoldat und mehrmaliger Deutscher Meister im Reißen
- Zukan Helez (* 1964) – Politiker (Socijaldemokratska partija Bosne i Hercegovine)

## Galerie

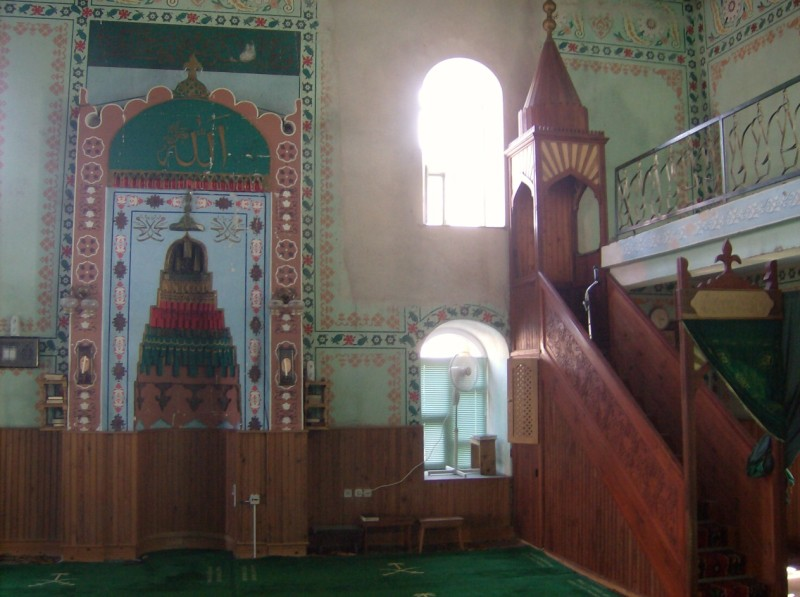
Sultan-Ahmed Moschee, Innenansicht
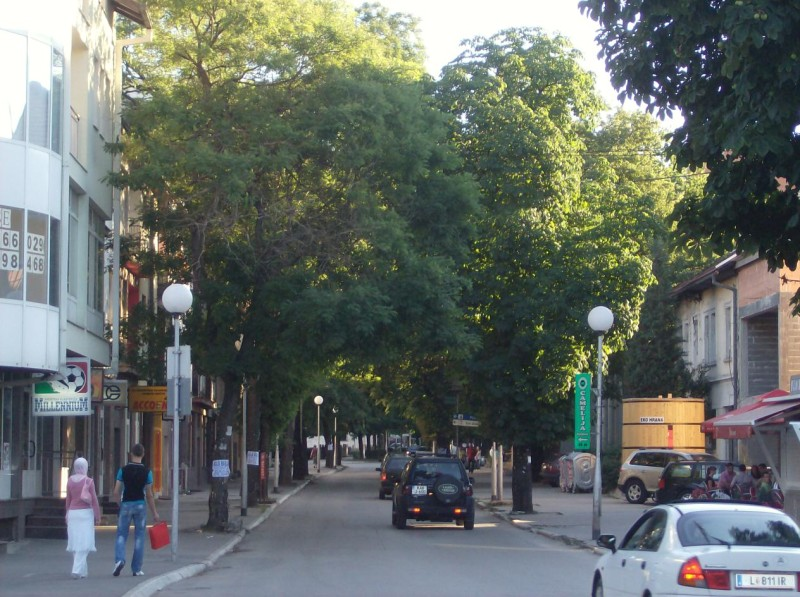
Stadtzentrum
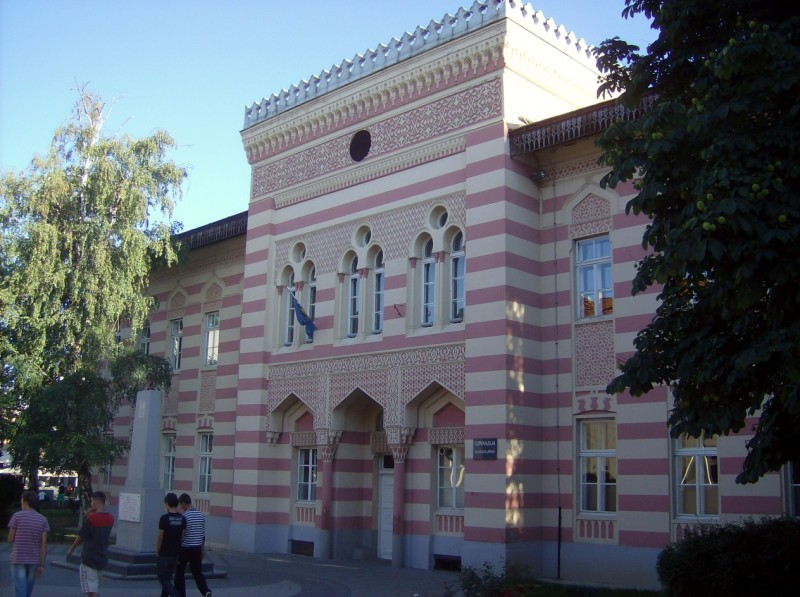
Gymnasium
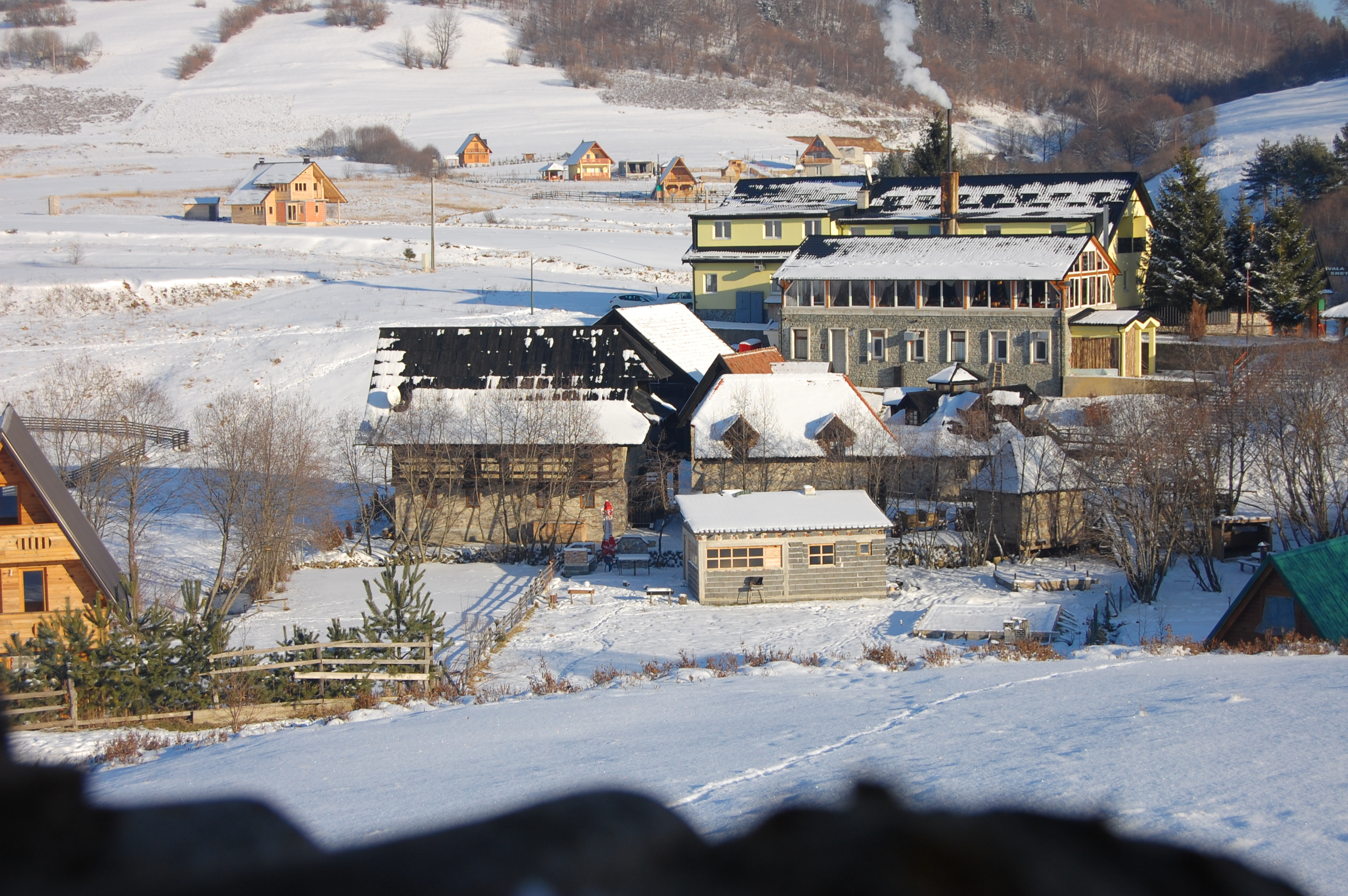
Etnodorf Babići Rostavo
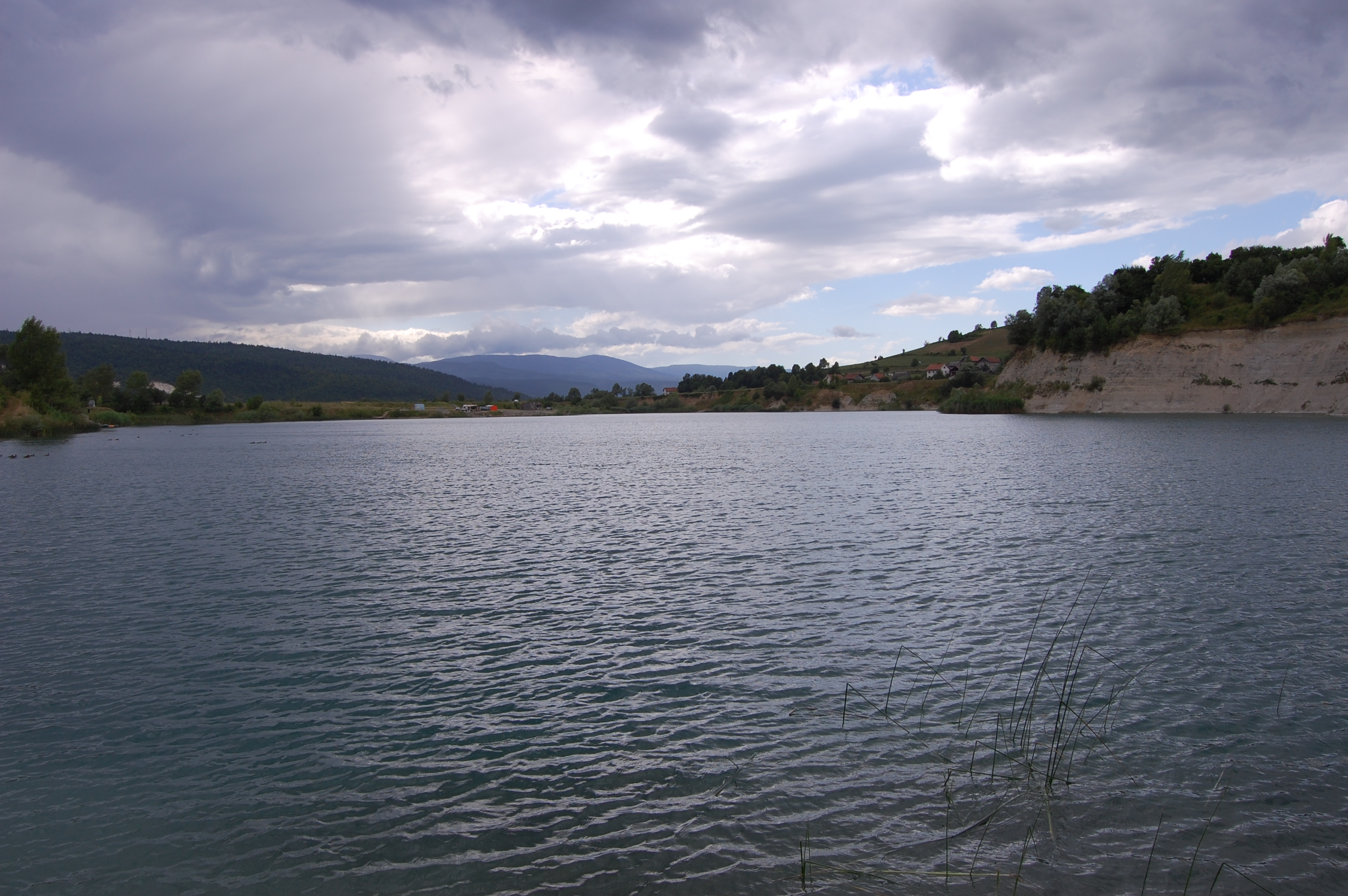
See Bugojno